# Hotel Slavia
L'Hotel Slavia es troba al centre històric de Brno, a prop de la Casa Besední.

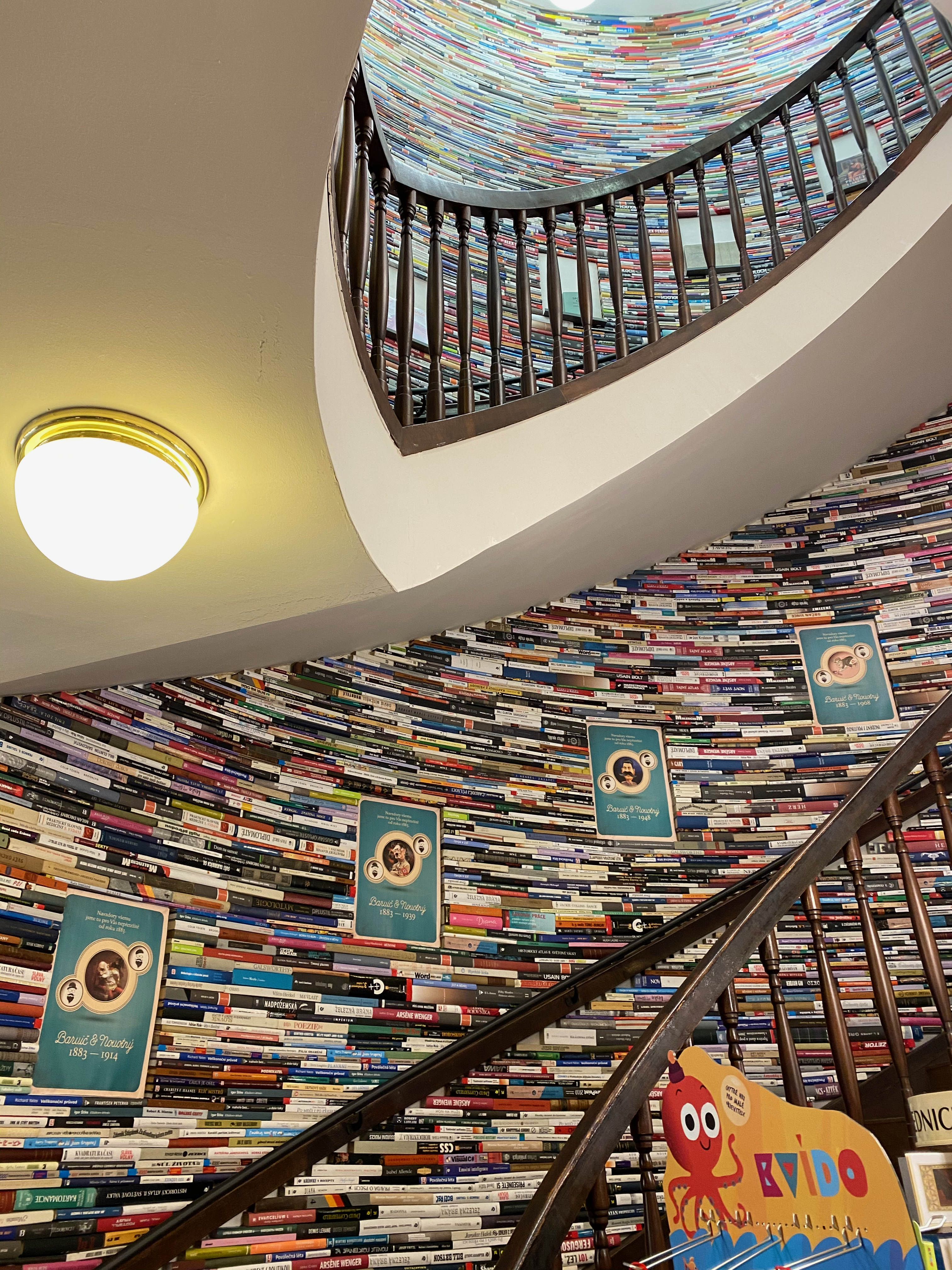
Escala

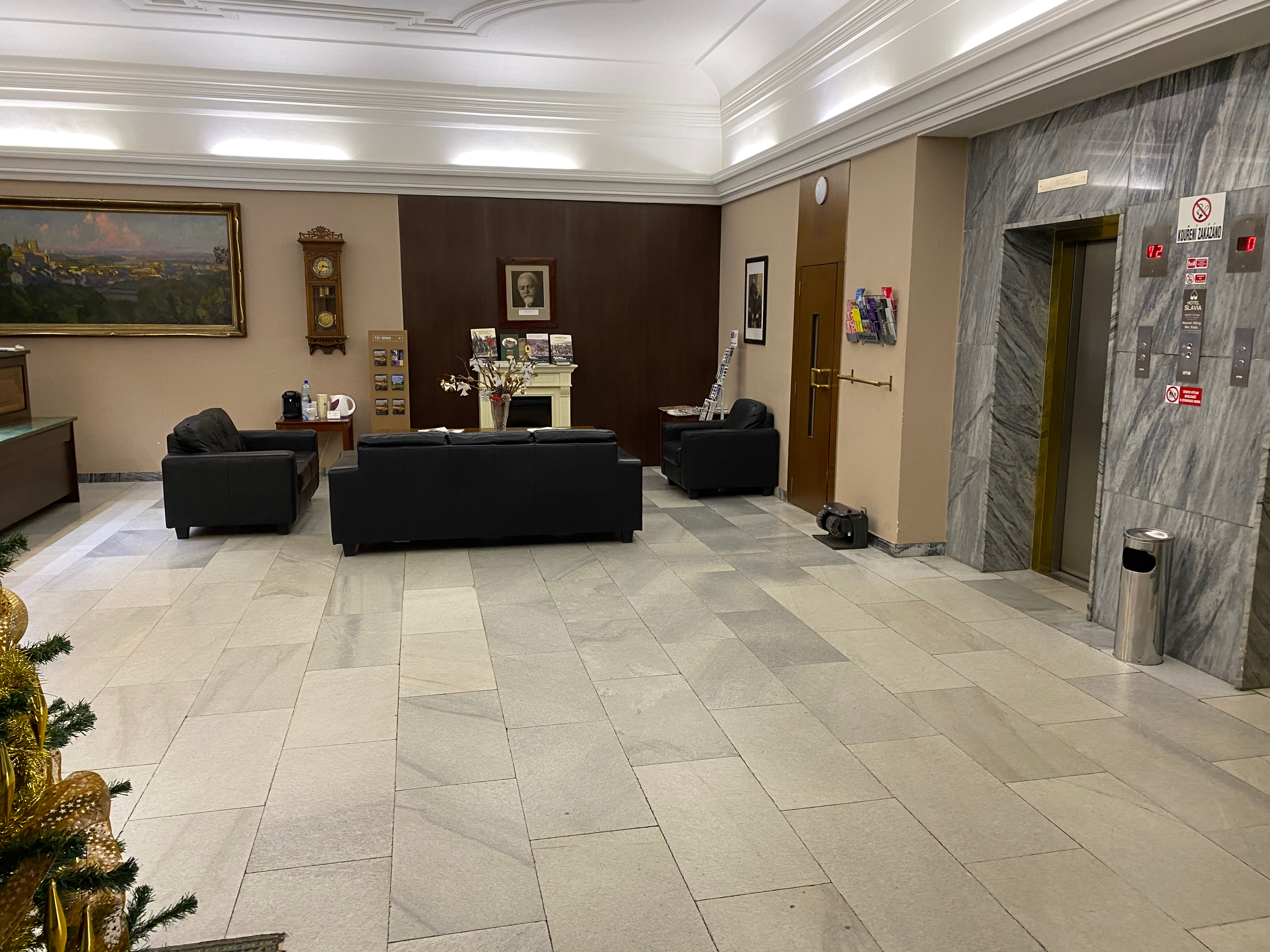
Vestíbul

Originalment, era un edifici comercial d'estil modernista construït el 1893, que sis anys després va ser adquirit per Karel Moravec, qui el va convertir en hotel i més tard va expandir-lo als dos edificis veïns. A la seva època, hi havia la primera cafeteria txeca de Brno, el Cafè Nacional. Situat al primer pis, es va consolidar ràpidament com un nucli important de la vida cultural txeca. Els visitants tenien accés a una àmplia varietat de publicacions en txec, i sovint s'hi reunien figures destacades de Brno i membres d'associacions txeques, com la Unió Nacional, la Societat de Comerciants Viatjants Txecoslovacs o l'Associació d'Esquiadors, presidida per l'escriptor Jiří Mahen. El compositor Leoš Janáček també era un visitant habitual, participant en les reunions del Cercle Rus, del qual va ser cofundador. La literatura russa va ser una gran font d'inspiració per a Janáček en obres com la rapsòdia Taras Bulba i les òperes Kàtia Kabànova i De la casa dels morts.
El fill de Moravec va fer reformes l'any 1921 i va afegir un restaurant. No obstant això, als anys 60 l'hotel va ser nacionalitzat i als anys 80 es va sotmetre a una radical i insensible reconstrucció.